# ايواني ماتسوي
ايواني ماتسوي (松井 石 根 يوليو 1878–23 ديسمبر 1948) كان جنرالا في الجيش الإمبراطوري الياباني وقائد قوات التدخل السريع ارسلت إلى الصين في الحرب العالمية الثانية. أدين بارتكاب جرائم حرب وحكم عليه بالإعدام شنقا من قبل المحكمة العسكرية الدولية للشرق الأقصى للمسؤولية على مذبحة نانجينغ.
ولد ماتسوي في محافظة ايتشي كابن سادس من الساموراي السابق لعشيرة توكوغاوا هان. ماتسوي تخرج من فئة 9 من الجيش الإمبراطوري الياباني الأكاديمية في عام 1897. ومن بين زملائه رئيس الوزراء نوبويوكي آبي، والجنرالات اراكى ساداو.
خاض ماتسوي في الحرب الروسية اليابانية في العام 1904-1905، وتخرج من فئة 18 لكلية أركان الجيش في عام 1906. أصبح قائد فوج 29 1919-1921. من 1921 إلى 1922 ، وقد أرفق ماتسوي لقوة مشاة فلاديفوستوك الموظفين للتدخل ضد البلشفية سيبيريا اليابانية قوات الجيش الأحمر في شرق روسيا. من عام 1922 إلى عام 1924 ، تم نقله إلى الاستخبارات العسكرية وأدلى رئيس وكالة الخدمات الخاصة هاربين في منشوريا. ثم قدم ماتسوي قائد لواء المشاة 35 الإمبراطوري الياباني حتى عام 1925. من هذه الوظائف تم ارساله إلى أن رئيس المكتب 2 لهيئة الأركان العامة للجيش الإمبراطوري الياباني، 1925-1928، ثم تعلق لهيئة الأركان العامة للجيش حتى عام 1929 عندما تمت ترقيته لقيادة اللواء والمخصصة لشعبة الإمبراطوري الياباني حتى 1931.

## روابط خارجية
- ايواني ماتسوي على موقع الموسوعة البريطانية (الإنجليزية)